# Lacenas
Lacenas é uma comuna francesa na região administrativa de Auvérnia-Ródano-Alpes, no departamento de Ródano. Estende-se por uma área de 3,36 km². Em 2010 a comuna tinha 1 033 habitantes (densidade: 307,4 hab./km²).